# Sayat
Sayat – miejscowość i gmina we Francji, w regionie Owernia-Rodan-Alpy, w departamencie Puy-de-Dôme.
Według danych na rok 1990 gminę zamieszkiwało 2208 osób, a gęstość zaludnienia wynosiła 266 osób/km² (wśród 1310 gmin Owernii Sayat plasuje się na 95. miejscu pod względem liczby ludności, natomiast pod względem powierzchni na miejscu 880.).